# Vĩnh Long (thành phố)
Vĩnh Long là thành phố tỉnh lỵ cũ của tỉnh Vĩnh Long, Việt Nam.

## Địa lý
Thành phố Vĩnh Long nằm bên bờ sông Cổ Chiên, một nhánh của sông Tiền, cách Thành phố Hồ Chí Minh 135 km về phía Nam, cách thành phố Cần Thơ 33 km về phía Bắc, có vị trí địa lý:
- Phía đông, nam, bắc giáp huyện Long Hồ
- Phía tây giáp huyện Châu Thành, tỉnh Đồng Tháp
- Phía tây bắc giáp huyện Cái Bè, tỉnh Tiền Giang qua sông Tiền và qua cầu Mỹ Thuận.

## Hành chính
Thành phố Vĩnh Long có 10 đơn vị hành chính cấp xã trực thuộc, bao gồm 10 phường: 1, 3, 4, 5, 8, 9, Tân Hòa, Tân Hội, Tân Ngãi, Trường An.
Hiện nay, Vĩnh Long là 1 trong 7 thành phố thuộc tỉnh không có xã trực thuộc (cùng với Bắc Ninh, Dĩ An, Đông Hà, Sóc Trăng, Thủ Dầu Một và Từ Sơn).

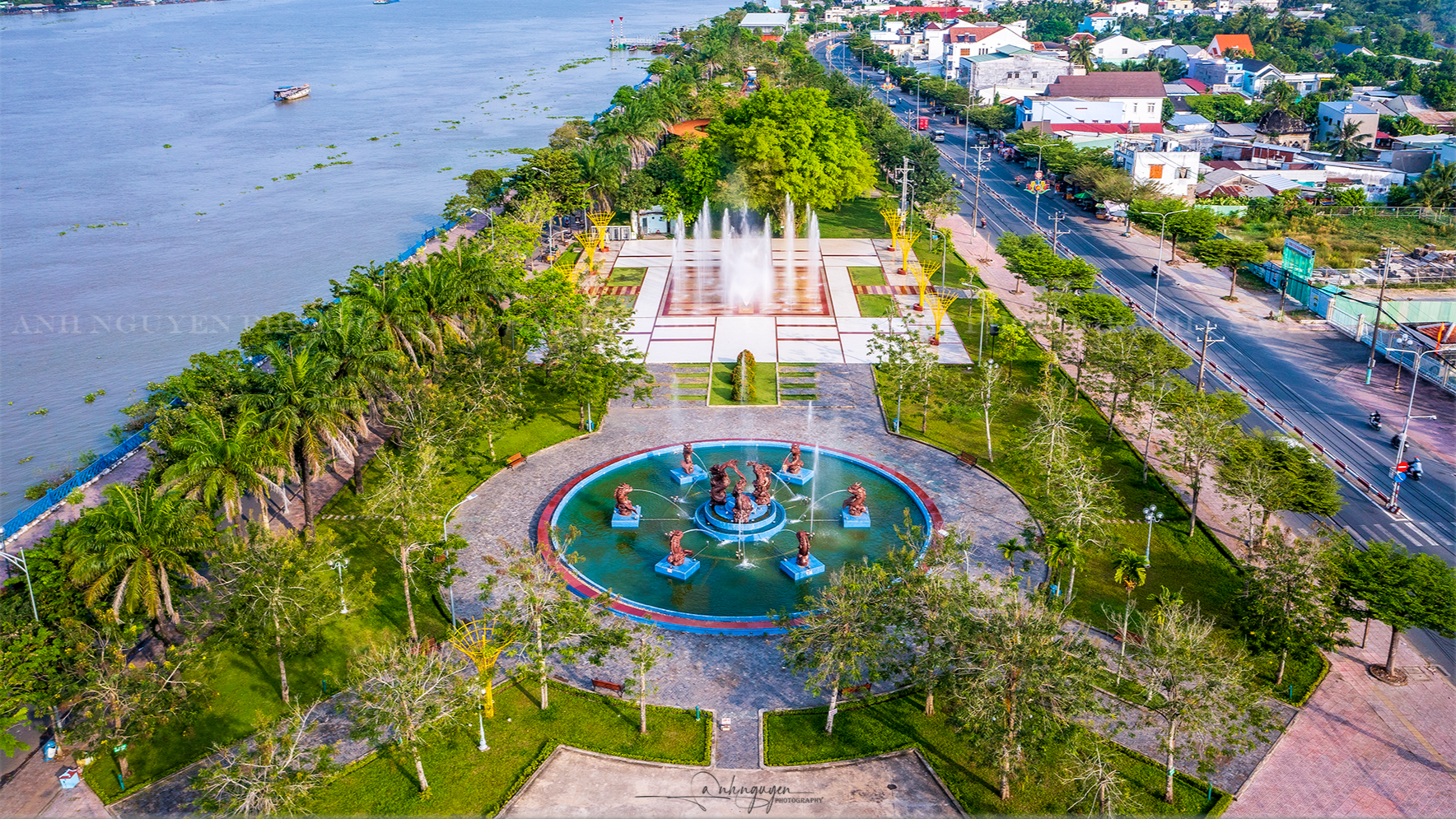
Một góc thành phố Vĩnh Long

## Lịch sử
Năm 1757, địa bàn thành phố Vĩnh Long ngày nay là thôn Long Hồ, là lị sở của dinh Long Hồ, châu Định Viễn. Thời Gia Long, thôn Long Hồ thuộc tổng Vĩnh Trường, huyện Vĩnh Bình, phủ Định Viễn, trấn Vĩnh Thanh.
Năm 1814, vua Gia Long cho xây thành Vĩnh Long bằng đất tại đây.
Năm 1832, dưới triều Minh Mạng, thôn Long Hồ thuộc tổng Bình Long, huyện Vĩnh Bình, phủ Định Viễn, tỉnh Vĩnh Long.
Năm Tự Đức thứ 17, văn thân trong tỉnh lập văn miếu tại đây, nay vẫn còn.
Đầu thời Pháp thuộc, thôn Long Hồ thuộc tổng Vĩnh Tường, hạt Định Viễn, sau thuộc hạt Vĩnh Long.
Từ ngày 5 tháng 1 năm 1876, đổi gọi là làng, thuộc hạt tham biện Vĩnh Long.
Từ ngày 1 tháng 1 năm 1900, làng Long Hồ thuộc tỉnh Vĩnh Long.
Ngày 25 tháng 1 năm 1908, làng Long Hồ thuộc quận Long Châu, tỉnh Vĩnh Long.
Ngày 9 tháng 2 năm 1917, làng Long Hồ thuộc quận Châu Thành, tỉnh Vĩnh Long.
Ngày 11 tháng 8 năm 1942, tách phần đất thị tứ nhập vào làng tỉnh lỵ Long Châu, cùng quận.
Sau năm 1956, làng tỉnh lỵ Long Châu được đổi thành xã Long Châu, tổng Phước An, quận Châu Thành, tỉnh Vĩnh Long.
Sau ngày 30 tháng 4 năm 1975, hai tỉnh Vĩnh Long và Vĩnh Bình hợp nhất thành tỉnh Cửu Long, đồng thời tách đất của quận Châu Thành để thành lập thị xã Vĩnh Long, tỉnh lỵ tỉnh Vĩnh Long lúc đó gồm có 7 phường: 1, 2, 3, 4, 5, 8, 9.
Ngày 11 tháng 3 năm 1977, thị xã Vĩnh Long được sáp nhập 2 xã Tân Hòa và Tân Ngãi tách ra từ huyện Châu Thành Tây vừa giải thể.
Ngày 17 tháng 4 năm 1986, Hội đồng Bộ trưởng Việt Nam ra quyết định số 44/HĐBT, điều chỉnh địa giới hành chính thị xã Vĩnh Long, theo đó, các xã An Bình, Bình Hoà Phước, Đồng Phú, Thanh Đức, Tân Hạnh (trừ ấp An Hiệp và 1/2 ấp Phước Bình), và xã Long Phước (gồm ấp Phước Hanh, Phước Ngươn A, 1/2 ấp Phước Lợi A và 4/5 ấp Phước Lợi B) thuộc huyện Long Hồ được sáp nhập vào thị xã Vĩnh Long. Sau khi mở rộng địa giới hành chính, thị xã Vĩnh Long có 7 phường và 8 xã.

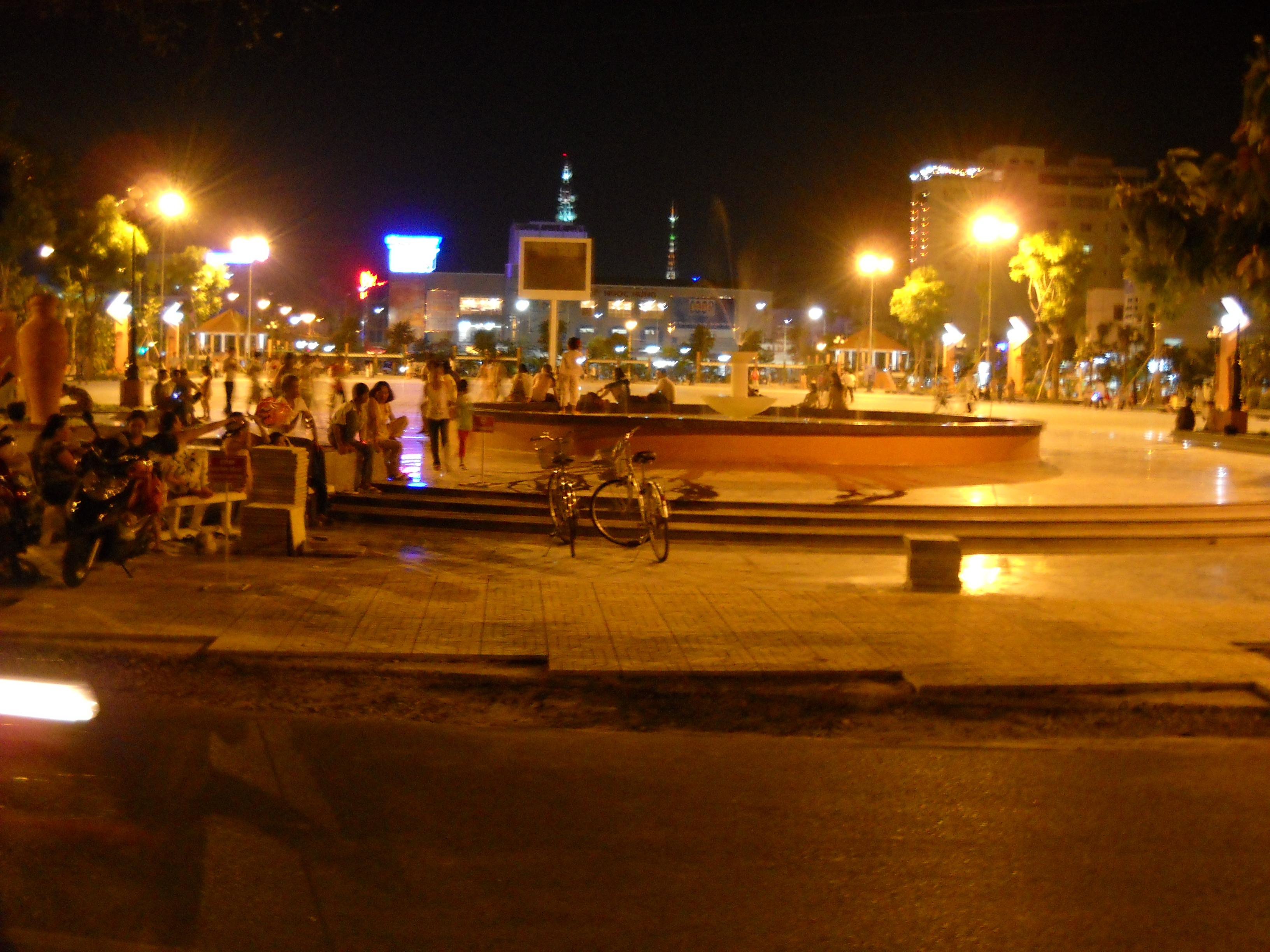
Quảng trường trung tâm thành phố Vĩnh Long về đêm

Ngày 26 tháng 12 năm 1991, tỉnh Cửu Long được tách thành tỉnh Vĩnh Long và tỉnh Trà Vinh. Thị xã Vĩnh Long là tỉnh lỵ của tỉnh Vĩnh Long.
Ngày 13 tháng 2 năm 1992, các xã Đồng Phú, An Bình, Bình Hòa Phước, Phước Hậu, Tân Hạnh, Thanh Đức được trả về huyện Long Hồ. Thị xã Vĩnh Long còn 7 phường và 2 xã.
Ngày 9 tháng 8 năm 1994, tách đất xã Tân Hòa lập xã Tân Hội, tách đất xã Tân Ngãi lập xã Trường An.
Ngày 17 tháng 7 năm 2007, Bộ xây dựng ban hành Quyết định số 1010/QĐ-BXD về việc công nhận thị xã Vĩnh Long là đô thị loại III trực thuộc tỉnh Vĩnh Long.
Cuối năm 2008, thị xã Vĩnh Long có 7 phường: 1, 2, 3, 4, 5, 8, 9 và 4 xã: Tân Hòa, Tân Hội, Tân Ngãi, Trường An.
Ngày 10 tháng 4 năm 2009, Chính phủ Việt Nam ban hành Nghị định số 16/NĐ-CP về việc thành lập thành phố Vĩnh Long trực thuộc tỉnh Vĩnh Long trên cơ sở toàn bộ diện tích và dân số của thị xã Vĩnh Long.
Thành phố Vĩnh Long có diện tích tự nhiên 4.800,8 ha và 147.039 nhân khẩu, có 11 đơn vị hành chính, bao gồm 9 phường: 1, 2, 3, 4, 5, 8, 9 và 4 xã: Trường An, Tân Ngãi, Tân Hòa, Tân Hội.
Ngày 1 tháng 2 năm 2020, chuyển 4 xã: Tân Hòa, Tân Hội, Tân Ngãi, Trường An thành 4 phường có tên tương ứng.
Ngày 31 tháng 7 năm 2020, Thủ tướng Chính phủ ban hành Quyết định số 1158/QĐ-TTg về việc công nhận thành phố Vĩnh Long là đô thị loại II trực thuộc tỉnh Vĩnh Long.
Ngày 28 tháng 9 năm 2024, Ủy ban Thường vụ Quốc hội ban hành Nghị quyết số 1203/NQ-UBTVQH15 về việc sắp xếp đơn vị hành chính cấp xã của tỉnh Vĩnh Long giai đoạn 2023 – 2025 (nghị quyết có hiệu lực từ ngày 1 tháng 11 năm 2024). Theo đó, sáp nhập Phường 2 vào Phường 1.
Thành phố Vĩnh Long có 10 phường như hiện nay.

## Kinh tế - xã hội

### Kinh tế
Năm 2003, GDP của toàn thị xã Vĩnh Long là 1.353 tỷ, đến năm 2008 con số này là 2700 tỷ. Thu nhập đầu người năm 2003 là 10,5 triệu/người/năm, năm 2008 là 20 triệu/người/năm. Trong 6 tháng đầu năm 2009, tổng mức bán lẻ hàng hoá và doanh thu dịch vụ của thành phố ước đạt 2.106,09 tỷ đồng, tăng 24,54% so cùng kỳ và đạt 48,31% kế hoạch năm .
Định hướng phát triển kinh tế của thành phố là đẩy mạnh thương mại - dịch vụ, với tổng mức bán lẻ và doanh thu thương mại - dịch vụ trên 3.487 tỷ đồng. Tiếp tục đầu tư và phát triển các chợ, các khu thương mại dịch vụ đáp ứng tốt nhu cầu kinh doanh của người dân.
Giá trị công nghiệp và tiểu thủ công nghiệp đạt trên 1.005 tỷ đồng. Tiếp tục triển khai quy hoạch chi tiết cụm công nghiệp và tiểu thủ công nghiệp thành phố với quy mô khoảng 50 ha tại xã Trường An. Tương lai tại đây sẽ hình thành một nhà máy bia có công suất rất lớn. Dự kiến, khi nhà máy này đi vào hoạt động giai đoạn 1 sẽ đóng vào nguồn thu ngân sách nhà nước là 600 tỷ đồng. Và khi hoàn thành giai đoạn 2, nguồn thu sẽ tăng lên khoảng 1.000 tỷ đồng.

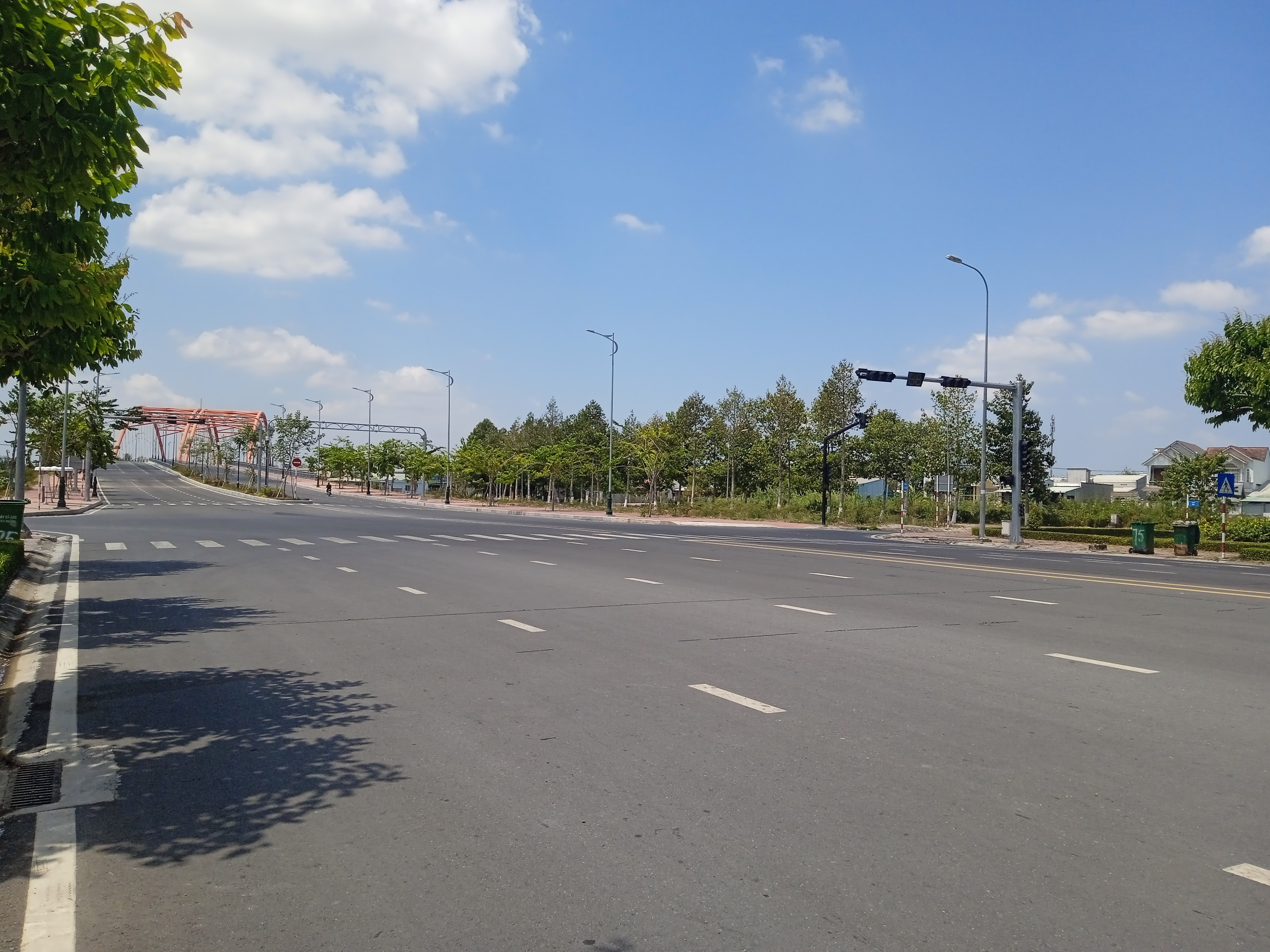
Đường Võ Văn Kiệt ở Thành phố Vĩnh Long

### Xã hội
Trong năm 2008, thị xã Vĩnh Long đã giải quyết việc làm cho 5.637 lao động, đào tạo nghề cho 3.524 lao động, giải quyết cho 235 hộ thoát nghèo. Tại thời điểm tháng 5 năm 2009, thành phố Vĩnh Long còn 1.120 hộ nghèo, chiếm tỉ lệ 3,7%, vừa hoàn thành điều tra hộ cận nghèo là 960 hộ với 3.373 nhân khẩu. Tất cả các hộ nghèo đều được cấp thẻ bảo hiểm y tế,... Tại thời điểm này, thành phố Vĩnh Long có 31 khóm, ấp, 1 phường và trên 93% gia đình đạt tiêu chí văn hóa, 96% hộ sử dụng nước sạch, 99% hộ có điện sinh hoạt, kiên cố hóa trường học, trạm y tế, các cơ sở hạ tầng ngày càng hoàn chỉnh...
Đồng thời, để đáp ứng nhu cầu văn hoá, thể thao và giải trí của người dân thành phố, do đó ngày 26/3/2010, UBND tỉnh Vĩnh Long đã ban hành Quyết định phê duyệt dự án đầu tư xây dựng Trung tâm văn hoá thể thao thành phố Vĩnh Long.
Theo kế hoạch phát triển đô thị của thành phố, trong tương lai, không gian thành phố Vĩnh Long sẽ mở rộng về phía Đông tức khu vực phường 5, hướng tới ngã ba sông Cổ Chiên và sông Tiền, phát triển mạnh về phía Nam và Tây theo các trục Quốc lộ 1 và quốc lộ 53. Cụ thể, đến năm 2020, phía Tây mở rộng một phần diện tích theo trục quốc lộ 53 kéo dài, hình thành khu đô thị mới Mỹ Thuận. Phía Đông mở rộng theo trục quốc lộ 57 và tỉnh lộ 31, nhằm phát triển tuyến công nghiệp Cổ Chiên. Phía Nam sẽ được mở rộng theo trục quốc lộ 53 (đường Phó Cơ Điều) đến sông cầu Ông Me Nhỏ, nhằm phát triển khu dân cư. Phía Bắc khai thác các khu sinh thái, du lịch tại cồn Chim, cồn Giông thuộc các phường Trường An, Tân Ngãi và Tân Hội.

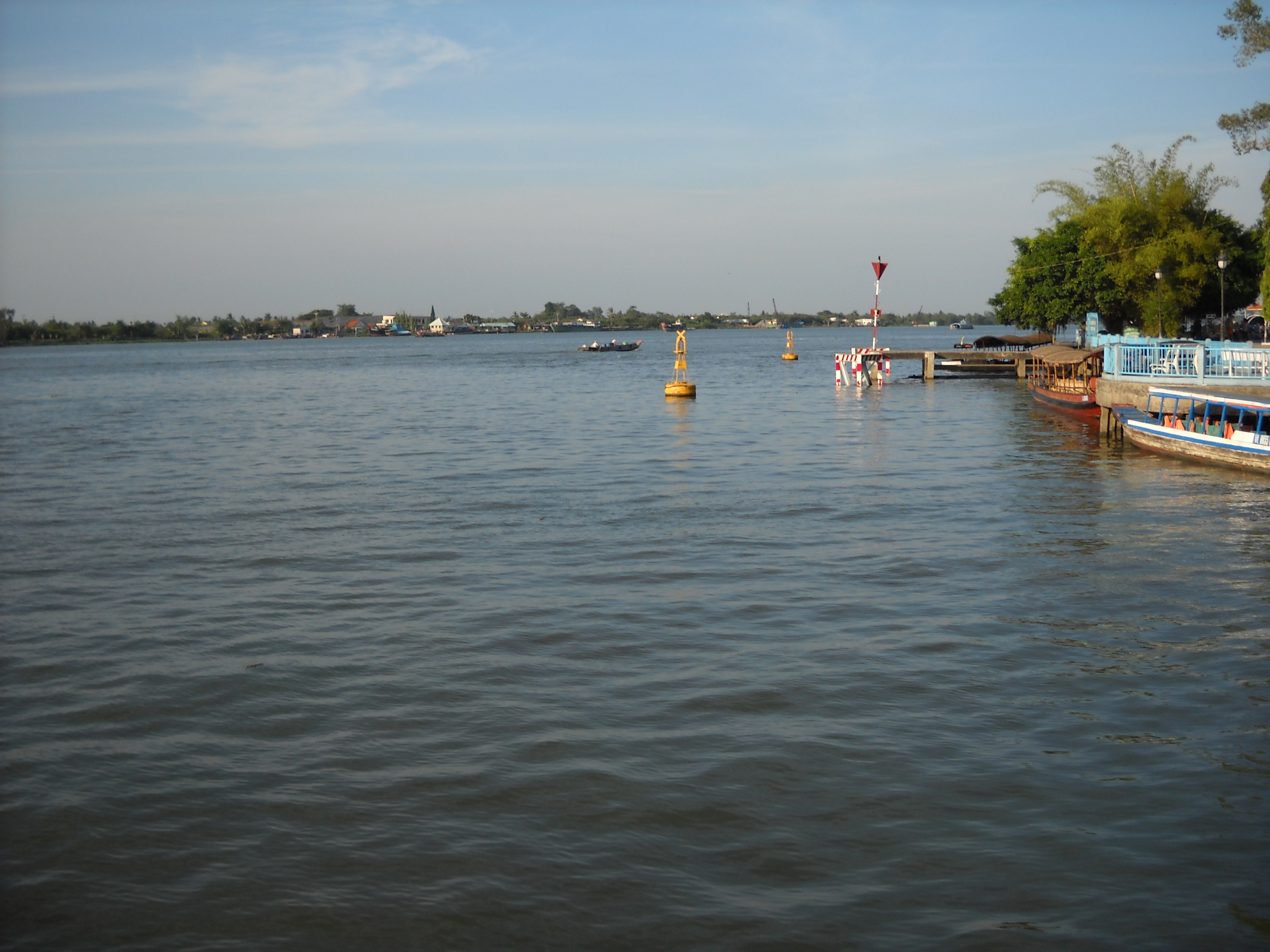
Sông Cổ Chiên, đoạn chảy qua thành phố Vĩnh Long

## Dân số
Thành phố Vĩnh Long có diện tích 47,82 km², dân số ngày 1/4/2019 là 137.870 người, mật độ dân số đạt 2.883 người/km².
Thành phố Vĩnh Long có diện tích 47,82 km² và dân số thường trú năm 2019 là 143.489 người.
Thành phố Vĩnh Long có diện tích 47,82 km², dân số tính đến ngày 31/12/2022 là 138.981 người, mật độ dân số đạt 2.906 người/km².

## Du lịch
Với thế mạnh là Thủ phủ của tỉnh Vĩnh Long nằm ở trung tâm đồng bằng sông Cửu Long, nổi tiếng với các vườn trái cây được quy hoạch rất bài bản để cho ra các loại trái cây nổi tiếng khắp cả nước và cũng là nơi cung cấp các loại cây giống cho các tỉnh đồng bằng sông Cửu Long như: bưởi, chôm chôm, nhãn, măng cụt, xoài, cam, quýt,... Khi đến Vĩnh Long sẽ được thưởng thức các loại trái cây đặc sản của tỉnh. Ngoài ra cũng đừng bỏ qua chuyến du lịch đến các xã cù lao nằm bên cạnh thành phố Vĩnh Long, trung tâm sản xuất của các loại trái cây bên trên. Người Vĩnh Long bảo nếu về Vĩnh Long mà chưa đi thăm các xã cù lao là chưa về Vĩnh Long. Từ trung tâm thành phố có thể thuê tàu riêng hoặc lên phà để khám phá các cù lao. Nếu đi tàu riêng sẽ làm quen với phương tiện giao thông chủ yếu của người dân nơi đây và đừng bỏ quên ngắn cầu Mỹ Thuận từ dưới dòng sông. Nếu thích khám phá thì phà là phương tiện thích hợp để có thể đem cả ô tô sang cù lao chơi, mạng lưới giao thông ở các cù lao khá hoàn chỉnh với các đường trải nhựa. Nhưng phương tiện đi chơi tuyệt vời nhất là xe gắn máy, với một chiếc xe gắn máy bạn có thể khám phá mọi nơi trên cù lao. Khu du lịch sinh thái ở các xã cù lao chính là các vườn trái cây, kết hợp phục vụ ăn uống.
Địa điểm tham quan: Khu du lịch thương mại và dịch vụ Trường An (phường Tân Ngãi), quảng trường thành phố Vĩnh Long (phường 1), công viên tượng đài chiến thắng Mậu Thân (phường 3), Văn Thánh miếu (phường 4), Đường Võ Văn Kiệt (phường 9), Công viên Phường 9 và tàu du lịch phường 9 (phường 9), công viên cầu cồn chim (phường 9 + phường Trường An)...

## Giao thông
Đây cũng là địa phương có dự án Đường cao tốc Mỹ Thuận – Cần Thơ đi qua đang được xây dựng.

### Đường phố
Tên đường của thành phố Vĩnh Long trước 1975
- Đại lộ Gia Long nay là đường 1 tháng 5
- Đường Tống Phước Hiệp nay là đường 30 tháng 4
- Đường Võ Tánh nay là đường Lê Văn Tám
- Đường Nguyễn Bỉnh Khiêm nay là đường 19 tháng 8
- Đường Cổ Trì nay là đường Trần Văn Ơn
- Đường Thoại Ngọc Hầu nay là đường Võ Thị Sáu
- Đường Nguyễn Trường Tộ nay là đường Tô Thị Huỳnh
- Đường Trần Công Lại nay là đường Lưu Văn Liệt
- Đại lộ Phan Thanh Giản nay là đường 3 tháng 2
- Đường Lê Văn Duyệt nay là đường Hoàng Thái Hiếu
- Đường Trương Vĩnh Ký nay là đường Nguyễn Thị Minh Khai
- Đường Pasteur nay là đường Nguyễn Văn Trỗi
- Đường Đồng Khánh nay là đường 2 tháng 9
- Đường Thủ Khoa Nghĩa nay là đường Mậu Thân
- Đường Cường Để nay là đường Nguyễn Văn Bé
- Đường Lê Minh Thiệp nay là đường Nguyễn Chí Thanh
- Đường Trương Tấn Bửu nay là đường 8 tháng 3
- Đường Công Thần nay là đường 14 tháng 9.

## Hình ảnh

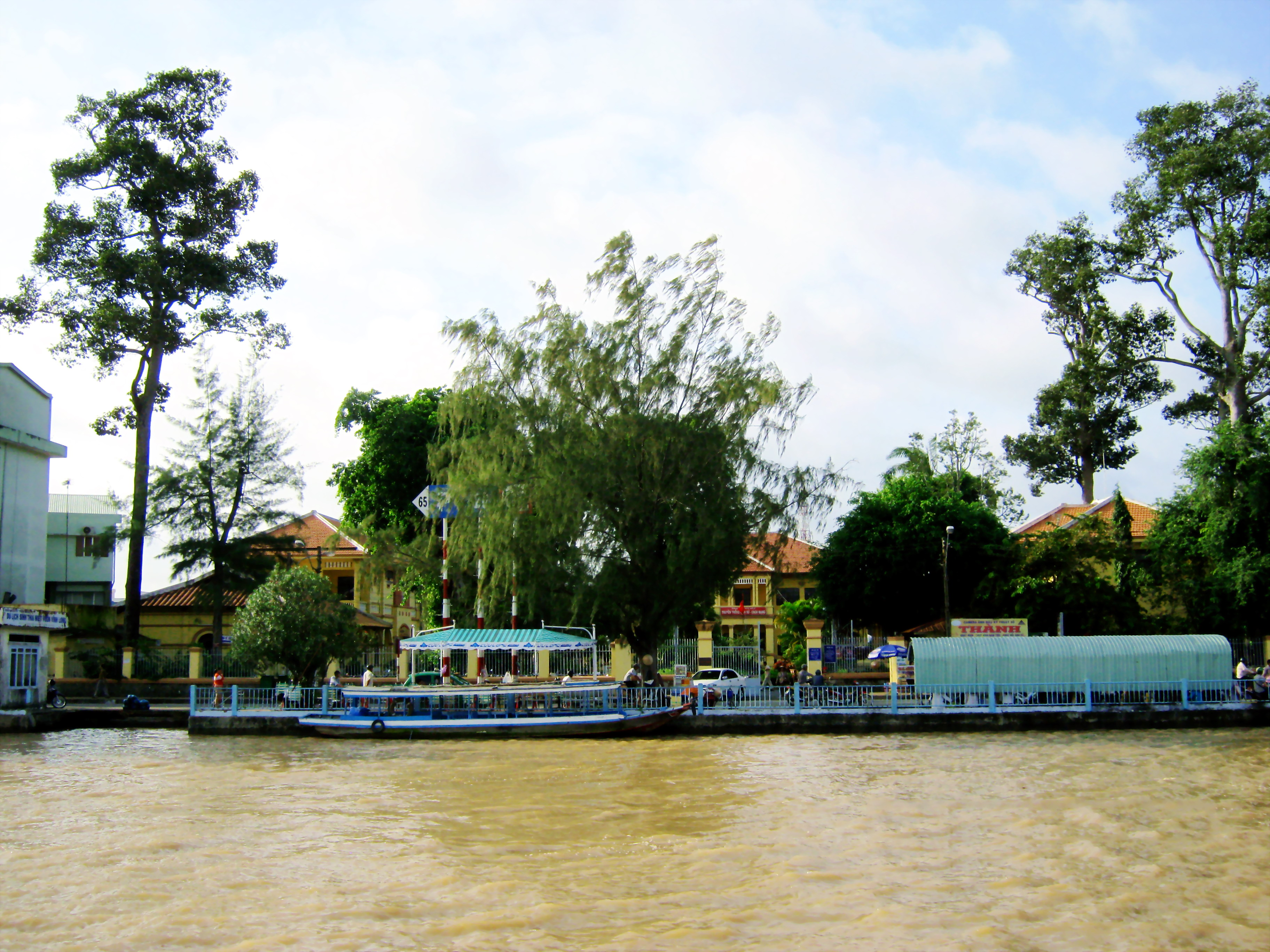
Một phần thành phố Vĩnh Long bên sông Cổ Chiên
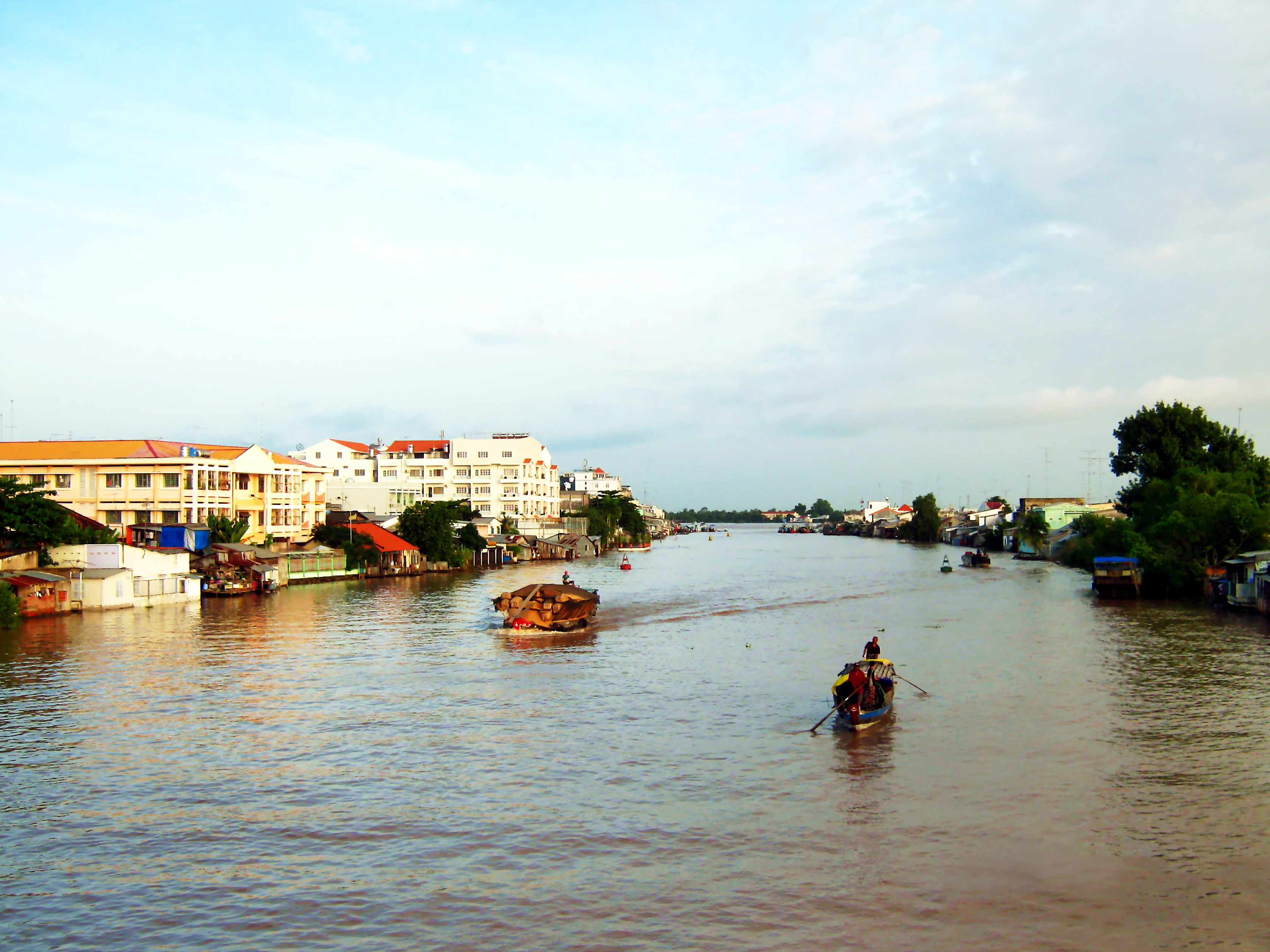
Sông Long Hồ, đoạn chảy qua thành phố Vĩnh Long
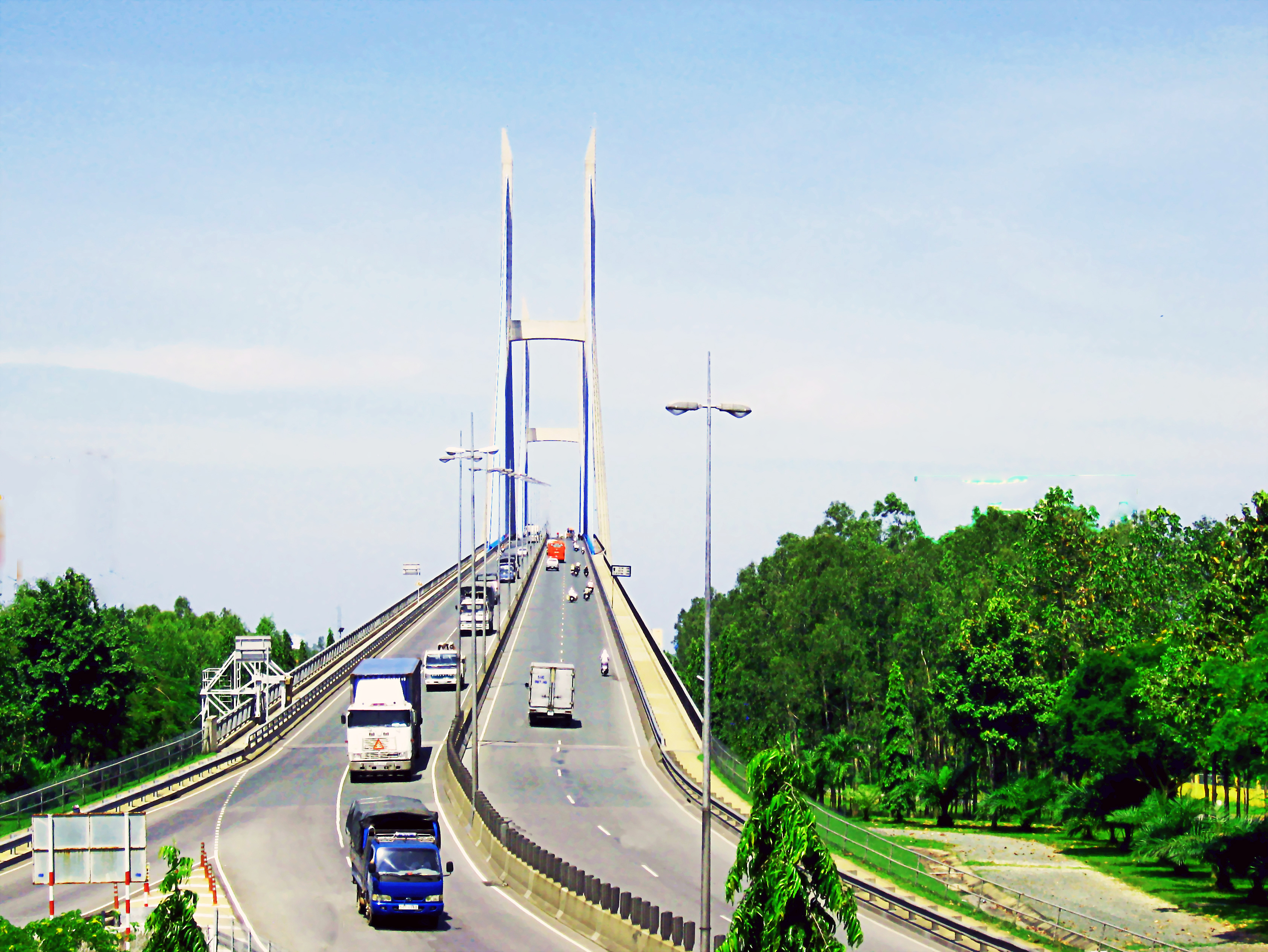
Cầu Mỹ Thuận nối Vĩnh Long với Tiền Giang
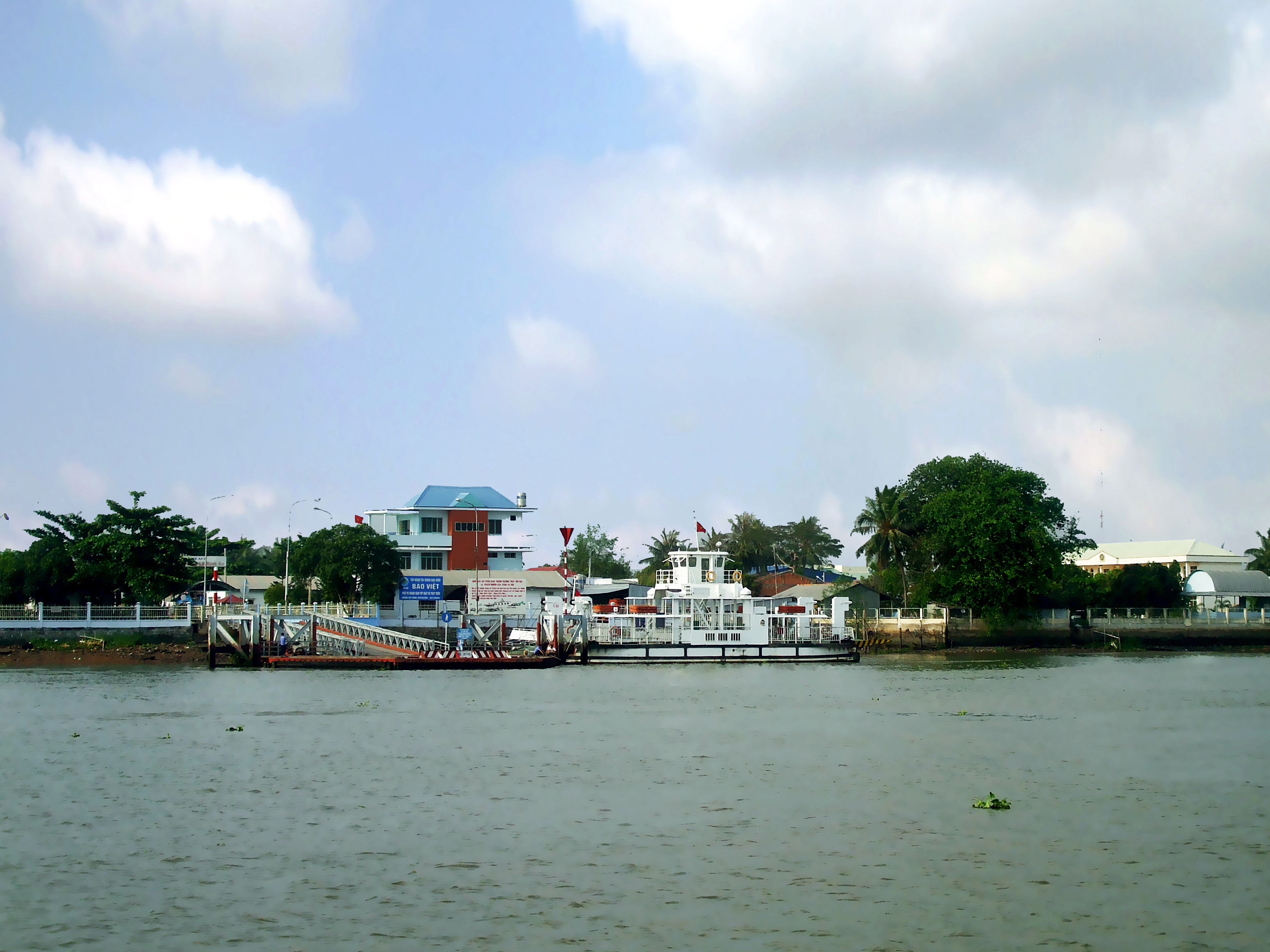
Phà Đình Khao nối Vĩnh Long với Bến Tre